# اسکار روجری
اسکار روجری (اسپانیایی: Oscar Ruggeri‎؛ زادهٔ ۲۶ ژانویهٔ ۱۹۶۲) بازیکن فوتبال بازنشستهٔ اهل آرژانتین است.

## باشگاهی
از باشگاه‌هایی که در آن بازی کرده‌است می‌توان به سن لورنزو، باشگاه فوتبال آنکونا، رئال مادرید، بوکا جونیورز، ریور پلاته، لانوس و ولز سارسفیلد اشاره کرد. 

## تیم ملی
وی همچنین در تیم ملی فوتبال آرژانتین بازی کرده‌است.